# ギュンター・フォン・マルツァーン
ギュンター・フライヘア・フォン・マルツァーン（Günther Freiherr von Maltzahn、1910年 10月20日 - 1953年6月24日）は、第二次世界大戦時のドイツ空軍のエース・パイロットである。戦闘機部隊の第53戦闘航空団の戦闘航空団司令を務め、騎士鉄十字章を授与された。騎士鉄十字章とそれより上位の柏葉付騎士鉄十字章は戦場での卓越した行為や軍事上のリーダーシップを発揮した者に授与された。法的には柏葉付騎士鉄十字章はフォン・マルツァーンに授与された当時は軍人に与えられる最高位の勲章であった。

## 履歴

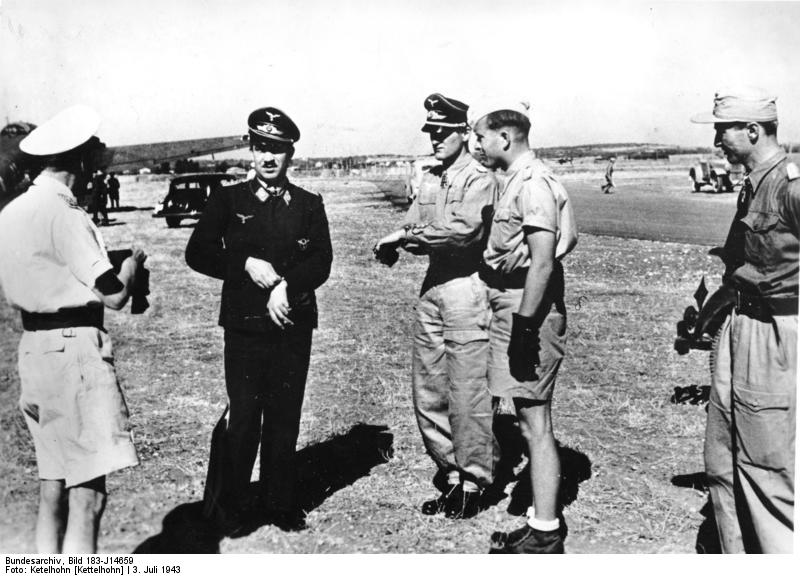
von Maltzahn

フォン・マルツァーンは1910年 10月20日にポメラニアのヴォダル（Wodarg）で「フライヘル」（Freiherr）を名乗る資格を持つドイツの貴族の一家に生まれた。1931年には騎兵部隊に入隊したが、既にシュライスハイムの民間飛行学校で飛行訓練を受けていた。1930年代の半ばにドイツ空軍に飛行教官として入隊し、1937年に第334戦闘航空団（JG 334）/第6飛行中隊に飛行中隊長として配属された。同部隊は後に第53戦闘航空団（JG 53）/第6飛行中隊に改称された。
1939年9月にフォン・マルツァーンは第53戦闘航空団/第II飛行隊の飛行隊長としてポーランド侵攻、フランス侵攻、バトル・オブ・ブリテンで部隊を率いた。1940年10月9日にJG 53の戦闘航空団司令に昇進し、12月30日には12機撃墜の功、部隊の組織力と指導力が認められて騎士鉄十字勲章を授与された。
1941年にJG 53はロシア侵攻作戦に参加し、ソ連空軍に対して高い戦果を挙げた。フォン・マルツァーン少佐の戦果は43機に達し、7月24日には騎士鉄十字章に柏葉を追加授与された。
9月にJG 53は休息と再装備のために前線任務を解かれオランダへ引き揚げられた。その後に航空団は12月にシシリー島へ送られマルタ上空での戦いと地中海の戦いに参加した。
フォン・マルツァーンは1943年10月にJG 53を離任するまで68機の戦果を挙げ、空軍中央司令部（Luftwaffenbefehlshabers Mitte）やイタリア戦闘機隊総監（Jagdfliegerführer Italien）で様々な参謀の役職に就いた。1945年に第9航空師団へ派遣され、終戦まで同部隊に留まった。
戦後は農業に従事し、その後ドイツ連邦空軍の立ち上げに関与したが、1953年にフォン・マルツァーンは齢43で病気のために死去した。
ギュンター・フォン・マルツァーン大佐は、西部戦線、東部戦線、地中海戦線で497回の作戦飛行に出撃し、33機のソ連軍機を含む68機を撃墜した。

## 受勲
- 空軍名誉杯（1942年3月23日）[1]
- ドイツ十字章金章（1943年12月23日）
- 鉄十字章（1939）
  - 2級
  - 1級
- 柏葉付騎士鉄十字章
  - 騎士鉄十字章（1940年12月30日）：第53戦闘航空団/第II飛行隊の飛行隊長の少佐として[2]
  - 柏葉 第29号（1941年7月24日）：第53戦闘航空団の戦闘航空団司令の少佐として[2]
- 国防軍軍報（Wehrmachtbericht）での言及（1940年11月18日）

### 国防軍軍報からの引用
| 日付                  | 国防軍軍報のオリジナル原稿                                                                                | 和訳（英訳から転訳）                                                            |
| --------------------- | --- | ------------------------------------------------------------------------------- |
| 1940年11月18日 月曜日 | Ein Jagdgeschwader unter der Führung des Majors von Maltzahn errang am 15. November seinen 501. Luftsieg. | フォン・マルツァーン少佐が指揮する戦闘飛行隊は11月15日に501機目の戦果を記録した |

## 参照
出典
1. ↑  Obermaier 1989, p. 46.
2. 1 2  Scherzer 2007, p. 525.
3. ↑  Die Wehrmachtberichte 1939-1945 Band 1, p. 363.

参考文献
- Fellgiebel, Walther-Peer (2000). Die Träger des Ritterkreuzes des Eisernen Kreuzes 1939-1945. Podzun-Pallas. ISBN 3-7909-0284-5.
- Obermaier, Ernst (1989). Die Ritterkreuzträger der Luftwaffe Jagdflieger 1939 - 1945 (in German). Mainz, Germany: Verlag Dieter Hoffmann. ISBN 3-87341-065-6.
- Patzwall, Klaus D. and Scherzer, Veit (2001). Das Deutsche Kreuz 1941 - 1945 Geschichte und Inhaber Band II. Norderstedt, Germany: Verlag Klaus D. Patzwall. ISBN 3-931533-45-X.
- Prien, Jochen (1997). Jagdgeschwader 53 A History of the "Pik As" Geschwader March 1937 - May 1942. Atglen, Pennsylvania: Schiffer Military History. ISBN 0-7643-0175-6.
- Scherzer, Veit (2007). Die Ritterkreuzträger 1939–1945 Die Inhaber des Ritterkreuzes des Eisernen Kreuzes 1939 von Heer, Luftwaffe, Kriegsmarine, Waffen-SS, Volkssturm sowie mit Deutschland verbündeter Streitkräfte nach den Unterlagen des Bundesarchives (in German). Jena, Germany: Scherzers Miltaer-Verlag. ISBN 978-3-938845-17-2.
- Williamson, Gordon & Bujeiro, Ramiro (2005). Knight's Cross and Oak Leaves Recipients 1941-45. Osprey Publishing Ltd. ISBN 1-84176-642-9.
- Die Wehrmachtberichte 1939-1945 Band 1, 1. September 1939 bis 31. Dezember 1941 (in German). München: Deutscher Taschenbuch Verlag GmbH & Co. KG, 1985. ISBN 3-423-05944-3.